# Messatoporus fulvator
Messatoporus fulvator är en stekelart som beskrevs av Dmitriy R. Kasparyan 2006. Messatoporus fulvator ingår i släktet Messatoporus och familjen brokparasitsteklar. Inga underarter finns listade i Catalogue of Life.